# Famille Viczmándy
Viczmándy de Buthka et Izbugya (en hongrois :buthkai és izbugyai Viczmándy, ou Wiczmándy) est le patronyme d'une ancienne famille de la noblesse hongroise.

## Histoire
Ancienne famille du comitat de Zemplin, la famille Viczmándy est originaire du comitat de Bács. La famille est en possession au début du  XVIIe siècle des domaines suivant dans le comté de Zemplin: Legénye, Náthafalu, Gatály, Izbugya-Hrabócz, Komonya et Csörge, et d'autres dans les comitats de Szabolcs et Ung.

## Membres notables
- Tamás Viczmándy († 1567). Capitaine de Kővár après la bataille de Mohács (1526), il tombe au combat lors du siège de la ville en 1567. Père du suivant.
- Mátyás I Viczmándy, főispán du comitat de Zemplin (1556-1570), il assiste au couronnement du roi Rodolphe en 1572 comme député du comitat. Il reçoit le droit du sang (pallosjogot) en 1569.  Époux de Zsófiá Buthkay de genere Gutkeled, ils s'installent dans le village de Buthka, dans le comitat de Zemplin. Lointaine cousine de son époux, ce mariage réunit deux branches différentes d'une même famille et donne naissance à la famille Viczmándy de Buthka, avec de nouvelles armoiries (1558).
- Lájos ou András Viczmándy (fl. 1580) époux de Anna Izbugyai, héritière de sa famille éteinte et du domaine de Izbugya.
- Bálint Viczmándy (fl. 1623), général de l'armée noble du comitat de Zemplin.
- Lajos Viczmándy (fl. 1799-1826), juge des nobles du comitat de Zemplin.
- Viktor Darmay (hu) né Viktor Viczmándy  (1850-1878), poète, écrivain, journaliste et éditeur hongrois. Il prit le nom de son village natal, Darma.
- István Viczmándy, notaire en chef (főjegyző) du comitat de Ung.
- Viktor Viczmándy, capitaine de hussard durant la révolution hongroise de 1848.
- Ödön Viczmándy (1837°), économiste, notaire en chef du comitat de Zemplin. Fils de János V Viczmándy, juge des nobles en chef du comté de Zemplin.

## Liens, sources
- Iván Nagy: Magyarország családai, Budapest
- Turul, 1893
- Tamás Viczmándy: A Viczmándy-család története, Históriaantik Könyvesház, 2012